# Korthalsia furcata
Korthalsia furcata är en enhjärtbladig växtart som beskrevs av Odoardo Beccari. Korthalsia furcata ingår i släktet Korthalsia och familjen Arecaceae. Inga underarter finns listade i Catalogue of Life.